# دی‌هیدروسنگیونارین
دی‌هیدروسنگیونارین (به انگلیسی: Dihydrosanguinarine) یک ترکیب شیمیایی با شناسه پاب‌کم ۱۲۴۰۶۹ است.